# صورتجلسه
صورتجلسه (به انگلیسی: Minutes) به نوشته‌ای گفته می‌شود که حاوی مذاکرات و مصوبات جلسه‌های رسمی است. به‌طور معمول صورتجلسه‌ها شامل تاریخ و محل برگزاری جلسه، حاضران و غایبان، و مصوبات و مذاکرات جلسه است.

## الگوی صورتجلسه
معمولاً صورتجلسه‌ها در قالبی از پیش‌تعیین شده نوشته می‌شوند. تمرکز اصلی صورتجلسات بر ذکر مصوبات با ذکر اقدام‌کنندگان و مهلت اقدام است. برای نوشتن دقیق مصوبات می‌توان از الگوی 5W-H استفاده کرد. شش پرسش اساسی شامل موارد زیر است:
1. چیست: شرح دقیق چیستی موضوع مصوبه (What)
2. چرا: دلایل و ضرورت مصوبه (Why)
3. در کجا: شرح محل اجرای مصوبه (Where)
4. کدام زمان: ذکر زمان دقیق و مهلت انجام مصوبه (When)
5. چه کسی: ذکر مسئول اجرای مصوبه (Who)
6. چگونه: ذکر دقیق فرایند انجام مصوبه (How)